# Ingvar Ambjørnsen
Ingvar Even Ambjørnsen-Haefs, född 20 maj 1956 i Tønsberg, Vestfold fylke, död 19 juli 2025, var en norsk författare. Han växte upp i Larvik och bestämde sig i tonåren för att bli författare. Han levde ett kringflackande liv med olika tillfälliga arbeten och debuterade 1976 som författare med en diktsamling. 1981 utkom hans första roman. Bland hans mest kända verk finns romanerna om Elling, som också filmatiserades, och ungdomsdeckarna om Pelle och Proffset. Han var från 1984 och fram till början av 2025 bosatt i Hamburg i Tyskland.

## Priser och utmärkelser
- 1986 – Literaturstipendium der Stadt Hamburg
- 1987 – Språklig samlings litteraturpris
- 1988 – Literaturstipendium der Stadt Lübeck mit Stadtschreiber-Wohnung im Buddenbrock-Haus
- 1988 – Cappelenpriset
- 1990 – Rivertonpriset för Den mekaniske kvinnen
- 1991 – Bokhandlerforeningens pris "80-årenes bestebarnebok" för "Döden på Oslo C"
- 1995 – Bragepriset för Fågeldansen
- 1996 – Bokhandlarpriset
- 1999 – Riksmålsförbundets litteraturpris
- 1999 – Vestfolds litteraturpris
- 2000 – Oslo bys kulturpris
- 2001 – Jonasprisen för Elling-böckerna
- 2004 – Anders Jahres kulturpris
- 2009 – Den norska akademiens pris
- 2023 – Aschehougpriset

## Böcker (utgivet på svenska)
- Vita negrer. 1989 (Hvite niggere) (översättning Hans-Jacob Nilsson)
- San Sebastián blues. 1992 (San Sebastián blues) (översättning Hans-Jacob Nilsson)
- Fågeldansen: romanen om Elling. 2003 (Fugledansen) (översättning Hans-Jacob Nilsson)
- Blodsbröder: romanen om Elling. 2004 (Brødre i blodet) (översättning Hans-Jacob Nilsson och Åsa Jonason)

### Serien om Pelle och Proffset
- Döden på Oslo C. 1991 (Døden på Oslo S) (översättning Bo Ivander)
- Gift och lögner. 1992 (Giftige løgner) (översättning Bo Ivander)
- Bombligan. 1993 (Kjempene faller) (översättning Per Helge)
- Sanning till salu. 1993 (Sannhet til salgs) (översättning Bo Ivander)
- Flammor i snö. 1994 (Flammer i snø) (översättning Bo Ivander)
- Hämnden från himlen. 1995 (Hevnen fra himmelen) (översättning Bo Ivander)
- Storstadens röst. 1996 (Storbyens stemme) (översättning Bo Ivander)

### Samson och Roberto-serien
- Samson & Roberto. Arvet efter farbror Rin-Tin-Tei. 2000 (med illustrationer av Magnus Bard)  (översättning Caroline Zielfelt)
- Samson & Roberto. Kraxiga kamrater. 2001 (med illustrationer av Magnus Bard) (översättning Caroline Zielfelt)
- Samson & Roberto. Fader Pietros hemlighet. 2002 (med illustrationer av Magnus Bard) (översättning Caroline Zielfelt)

## Filmatiseringar
- Döden på Oslo C (1990)[4]
- Elling (2001)
- Mors Elling (2003)
- Elling, älska mig i morgon (2005)